# Чертеж (Псковська область)
Чертеж (рос. Чертеж) — присілок в Новосокольницькому районі Псковської області Російської Федерації.
Населення становить 30 осіб. Входить до складу муніципального утворення В'язовська волость.

## Історія
Від 2015 року входить до складу муніципального утворення В'язовська волость.

## Населення
| 2001 | 2002 | 2010 |
| ---- | ---- | ---- |
| 46   | ↘43  | ↘30  |